# Lamine Diack
Pour les articles homonymes, voir Diack et Lamine Diack (homonymie).
Lamine Diack, né le 7 juin 1933 à Dakar et mort le 3 décembre 2021 dans la même ville, est un athlète, homme politique et dirigeant d'athlétisme sénégalais.

## Biographie
Lamine Diack a été un athlète de haut niveau au saut en longueur avant l'indépendance du Sénégal, en réussissant à devenir champion de France en 1958 avec un saut de 7,63 mètres. Il a été en outre champion de France universitaire en 1959 avec un bond de 7,72 m.
Il occupe ensuite différentes fonctions au sein des organisations sportives. Il est tout d'abord joueur de football évoluant au sein du club dakarois du Foyer France Sénégal (FFS), fin années 1950 début année 1960, club qu'il entraîna ensuite y introduisant le fameux système de la défense en ligne, puis directeur technique national pour l'équipe du Sénégal de football de 1964 à 1968.
Il est le premier président de la Confédération africaine d'athlétisme en 1973. Membre du Comité national olympique du Sénégal depuis 1974, il en devient président en 1985, poste qu'il occupe jusqu'en 2002. Il occupe des responsabilités politiques en devenant secrétaire d'État à la Jeunesse et aux Sports, puis maire de Dakar de 1978 à 1980. Il fait aussi partie du parlement sénégalais de 1978 à 1993.
Il occupe également des responsabilités au sein de l'International Association of Athletics Federations (IAAF), organisme qui gère le monde de l'athlétisme. Vice-président de Primo Nebiolo, il est élu président lors d'une séance extraordinaire en décembre 1999 à la suite de la mort de son prédécesseur.
Il est réélu président de l'IAAF le 24 août 2011 pour un mandat de quatre ans lors du 48e congrès de l'IAAF par 173 voix pour et 27 contre.

### Mise en examen
En novembre 2015, Lamine Diack est mis en examen pour corruption passive et blanchiment aggravé; il est suspendu du CIO et en démissionne le 11 novembre. Il a avoué à la justice française avoir fait financer en partie la campagne du président sénégalais par la Russie.
Sa réputation est ultérieurement ternie par le choix contesté de Doha au Qatar des Championnats du monde d'athlétisme 2019.
Le 18 novembre 2016, une enquête du Monde tend en effet à démontrer que cette sélection aurait été achetée par des versements de 3,5 millions de dollars versés en octobre-novembre 2011 selon le fisc américain, au fils de Lamine Diack, l'ancien président de la fédération.
En mai 2019, le Parquet national financier demande son procès et celui de son fils.
Le 8 juin 2020, Lamine Diack est jugé devant la 32e chambre correctionnelle du tribunal de Paris. Il est soupçonné de corruption et de blanchiment d'argent dans le cadre d'un scandale de dopage russe.
Le parquet national financier (PNF) l'accuse d'avoir obtenu 3,45 millions d'euros auprès d'athlètes soupçonnés de dopage afin de dissimuler ces soupçons et leur permettre de continuer à participer aux compétitions, notamment aux Jeux olympiques de Londres en 2012.
Lamine Diack est assigné à résidence à Paris et risque une peine d'emprisonnement maximale de 10 ans.
Le 11 juin 2020, Lamine Diack admet avoir « retardé », fin 2011, des poursuites disciplinaires contre 23 athlètes russes dopés. Il affirme avoir agi « principalement pour la santé financière de l'IAAF », car révéler autant de cas de dopage aurait provoqué un scandale et affecté des négociations avec des sponsors comme la banque VTB et la chaîne RTR,,. Pour la presse moscovite, cela équivaut à reconnaître la dissimulation pure et simple des tests positifs de Russes contre d'éventuelles contreparties, Gazeta.ru titrant même que « l'ex-président de l'IAAF a balancé la Russie »,.
Le 18 juin 2020, le procès de Lamine Diack et de cinq autres personnes, dont son fils Papa Massata Diack, a pris fin. La défense de Lamine Diack a réclamé l'indulgence du tribunal, en évoquant, notamment, l'âge (87 ans) de Lamine Diack. Le 6 novembre 2024, la Cour de cassation annule, la condamnation de Papa Massata Diack.
Le 16 septembre 2020, Lamine Diack a été condamné à quatre ans de prison, dont deux ferme, pour son implication dans un réseau de corruption destiné à cacher des cas de dopage en Russie. Lamine Diack a été reconnu coupable de corruption active et passive et d’abus de confiance et a été condamné à une amende maximale de 500 000 euros. Les avocats de Lamine Diack ont immédiatement annoncé qu’il faisait appel.
En mai 2021, Lamine Diack a bénéficié d’une levée de la mesure d’interdiction de sortie du territoire français, contre le paiement d’une caution de 500 000 euros (environ 330 millions de FCFA).
Un retour rendu possible grâce à la caution versée par le club de football du Jaraaf, que Lamine Diack avait présidé à deux reprises. « Nous sommes soulagés qu'il puisse retrouver son pays. On ne faisait que lui rendre une partie infime de ce qu'il nous a donné. Le Jaraaf dispose d'un patrimoine foncier dans Dakar et sa région qui peuvent être évalués à plusieurs milliards. Et si nous disposons de cela, c'est grâce à Lamine Diack, parce que pour nous Lamine Diack demeure l'éternel président. »
Lamine Diack avait fait appel de sa condamnation à quatre ans de prison, dont deux fermes, dans l’affaire de corruption liée à des cas de dopage en Russie. Aucune date n’a encore été fixée pour ce procès en appel.

### Mort
Lamine Diack meurt le 3 décembre 2021 à son domicile de Dakar, à l'âge de 88 ans,.

## Distinctions
- Commandeur de l'ordre du Lion du Sénégal
- Chevalier de la Légion d'honneur (France)
- Grand officier de l'ordre de l'Étoile équatoriale (Gabon)
- Commandeur de l'ordre de Bonne Espérance (Afrique du Sud)
- Officier de l'ordre de la reconnaissance (République centrafricaine)
- Grand-croix de l'ordre de Bernardo O'Higgins (Chili)
- Médaille de l'ordre du Nil (Égypte)
- Officier de l'ordre du Mérite (Hongrie)